# Jupukkamasten

Jupukkamasten är en 335 meter hög radio- och TV-mast belägen på Jupukkaberget strax utanför Pajala i Norrbotten.
Masten delar förstaplatsen som Sveriges högsta byggnadsverk med tre andra lika höga master:
- Storbergsmasten i Hudiksvalls kommun
- Fårhultsmasten i Västerviks kommun
- Gungvalamasten i Karlshamns kommun